# Klubi Futbollit Laçi 2013-2014

## Rosa
| N. |                    | Ruolo | Calciatore             |
| -- | ------------------ | ----- | ---------------------- |
| 1  | Albania (bandiera) | P     | Ervin Llani            |
| 2  | Albania (bandiera) | C     | Andrea Kule            |
| 3  | Albania (bandiera) | D     | Emiliano Çela          |
| 4  | Croazia (bandiera) | D     | Stipe Buljan           |
| 5  | Albania (bandiera) | C     | Jozef Thana            |
| 6  | Albania (bandiera) | D     | Saimir Kastrati        |
| 7  | Albania (bandiera) | A     | Julian Malo            |
| 8  | Albania (bandiera) | C     | Rejnaldo Troplini      |
| 9  | Serbia (bandiera)  | A     | Mladen Brkić           |
| 10 | Albania (bandiera) | C     | Erjon Vuçaj (capitano) |
| 11 | Albania (bandiera) | D     | Taulant Sefgjinaj      |
| 13 | Albania (bandiera) | A     | Arbër Haliti           |
| 14 | Albania (bandiera) | A     | Daniel Jubani          |
| 15 | Nigeria (bandiera) | C     | Owoeye                 |
| 16 | Albania (bandiera) | D     | Edison Ndreca          |
| 17 | Nigeria (bandiera) | D     | Charles Ofoyen         |
| 18 | Albania (bandiera) | A     | Eduard Tanushi         |
| 19 | Albania (bandiera) | A     | Valdan Nimani          |
| 20 | Albania (bandiera) | C     | Ervin Xhixha           |

| N. |                    | Ruolo | Calciatore      |
| -- | ------------------ | ----- | --------------- |
| 21 | Albania (bandiera) | C     | Olsi Teqja      |
| 22 | Albania (bandiera) | C     | Alfred Zefi     |
| 23 | Nigeria (bandiera) | A     | Segun Adeniyi   |
| 28 | Albania (bandiera) | C     | Emiliano Veliaj |
| 31 | Albania (bandiera) | P     | Edvan Bakaj     |
| 33 | Albania (bandiera) | C     | Sadush Danaj    |
| -  | Albania (bandiera) | P     | Eduin Ujka      |
| -  | Albania (bandiera) | P     | Resul Halili    |
| -  | Albania (bandiera) | D     | Jetmir Nina     |
| -  | Albania (bandiera) | D     | Henri Ndreka    |
| -  | Albania (bandiera) | C     | Elton Doku      |
| -  | Albania (bandiera) | C     | Elio Shazivari  |
| -  | Albania (bandiera) | A     | Enio Petro      |
| -  | Albania (bandiera) | A     | Spartak Ajazi   |
| -  | Albania (bandiera) | A     | Jurgen Kulli    |
| -  | Albania (bandiera) | A     | Kejvi Bardhi    |
| -  | Albania (bandiera) | A     | Elton Gjoni     |
| -  | Serbia (bandiera)  | A     | Damir Rovčanin  |